# Ласло Шароші (ватерполіст)
Ласло Шароші (угор. László Sárosi, 12 жовтня 1946) — угорський ватерполіст.
Олімпійський чемпіон 1976 року, срібний призер 1972 року, бронзовий призер 1968 року.
Чемпіон світу з водних видів спорту 1973 року, срібний призер 1975 року.
Чемпіон Європи з водного поло 1974 року, срібний призер 1970 року.